# كريبانط سمين الأوراق
كريبانط سمين الأوراق (الاسم العلمي:Cryptanthus crassifolius) هو نوع من النباتات يتبع جنس الكريبانط من الفصيلة البروميلية.